# Pascal Eenkhoorn
Pascal Eenkhoorn, né le 8 février 1997 à Genemuiden, est un coureur cycliste néerlandais.

## Biographie

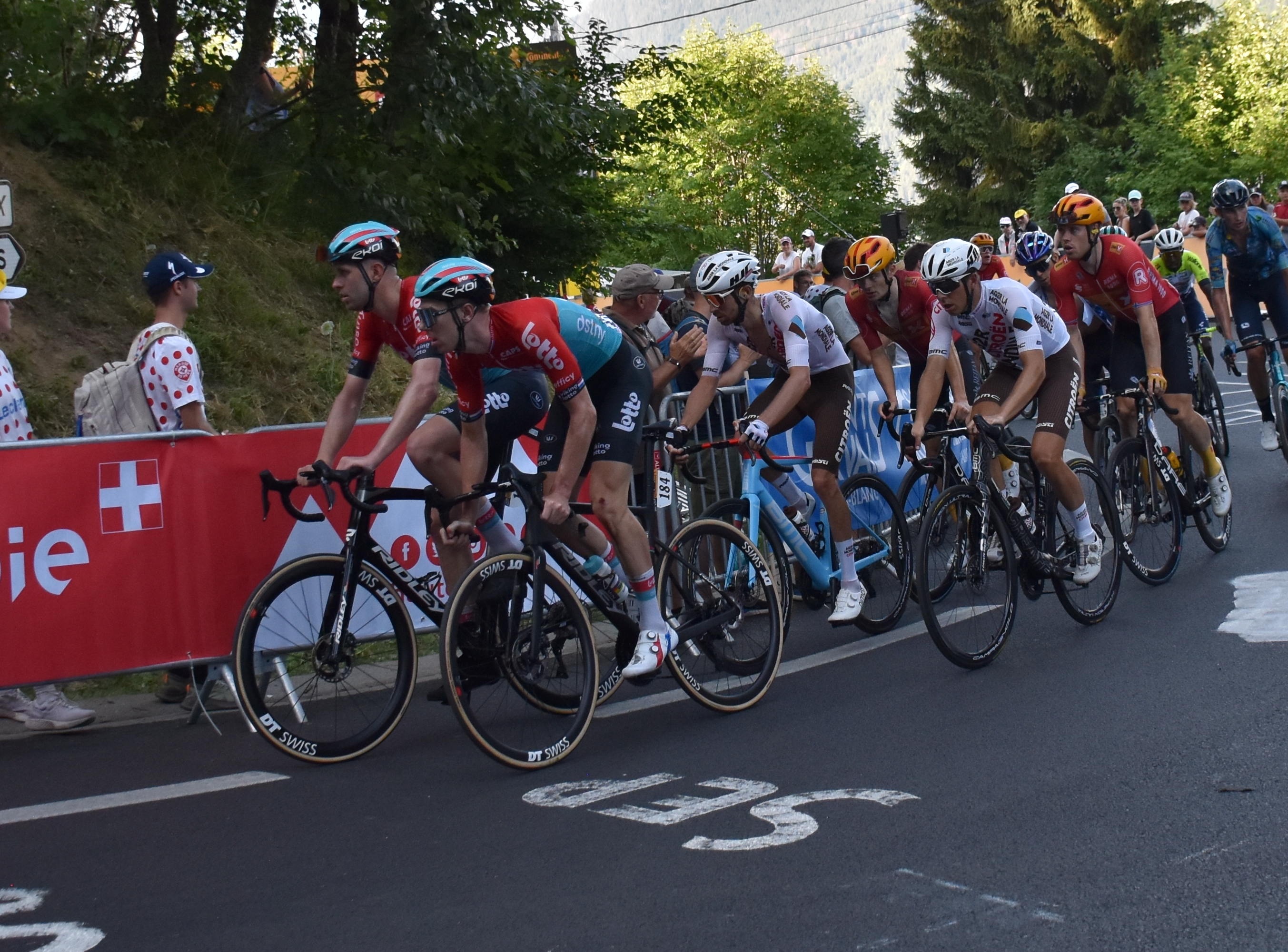
Pascal Eenkhoorn N° 184 - Tour de France 2023 - 15e étape.

Après des bons résultats chez les juniors, il rejoint l'équipe BMC Development, composée de coureurs de moins de 23 ans. Il signe en 2018 avec l'équipe World Tour Lotto NL-Jumbo.
En décembre 2017, lors d'un stage de pré saison, il est suspendu 2 mois par son équipe Lotto NL-Jumbo pour possession de somnifères non fournis par l'équipe, ce qui est une violation des règles internes de l'équipe. Pour le même motif, Antwan Tolhoek est également suspendu 2 mois et Juan José Lobato est quant à lui licencié.
Au mois d'août 2020, il se classe quatrième du championnat des Pays-Bas sur route.
Il s'engage avec Lotto-Dstny pour les saisons 2023 et 2024.

## Palmarès sur route
- 2013
  -  Médaillé d'argent de la course en ligne au Festival olympique de la jeunesse européenne
  - 3e du championnat des Pays-Bas du contre-la-montre cadets
- 2014
  - 2ea étape d'Aubel-Thimister-La Gleize (contre-la-montre par équipes)
  - 2e du championnat des Pays-Bas du contre-la-montre juniors
  - 2e d'Aubel-Thimister-La Gleize
  - 2e de l'Acht van Bladel
  - 3e du Grand Prix Bati-Metallo
- 2015
  - La Bernaudeau Junior
  - Grand Prix André Noyelle
  - Tour de l'Eure Juniors
  - 2e du championnat des Pays-Bas sur route juniors
  - 2e du championnat des Pays-Bas du contre-la-montre juniors
  - 2e de Paris-Roubaix juniors
- 2016
  - Grand Prix de la Magne
  - 2e du championnat des Pays-Bas du contre-la-montre espoirs
- 2017
  - Olympia's Tour
    - Classement général
    - Prologue

  - 2e de Bruxelles-Opwijk
  - 2e du Rhône-Alpes Isère Tour
  - 2e du championnat des Pays-Bas du contre-la-montre espoirs
- 2018
  - 1re étape a de la Semaine internationale Coppi et Bartali
  - 3e étape de la Colorado Classic
- 2019
  - 7e du championnat du monde sur route espoirs
- 2020
  - 4e étape de la Semaine internationale Coppi et Bartali
- 2021
  - Flèche de Heist
  - 10e du Tour de Pologne
- 2022
  -  Champion des Pays-Bas sur route
- 2023
  - 3e de la Volta Limburg Classic
- 2024
  - 2e de la Volta NXT Classic
  - 2e de la Polynormande

## Résultats sur les grands tours

### Tour de France
2 participations
- 2023 : 91e
- 2025 : 49e

### Tour d'Italie
1 participation
- 2022 : 62e

## Classements mondiaux
| Année                                 | 2016  | 2017 | 2018 | 2019 | 2020 | 2021 | 2022 | 2023 | 2024 |
| ------------------------------------- | ----- | ---- | ---- | ---- | ---- | ---- | ---- | ---- | ---- |
| UCI World Tour                        | nc    | nc   | 392e |      |      |      |      |      |      |
| Classement mondial                    | 1911e | 823e | 542e | 632e | 243e | 241e | 446e | 246e | 469e |
| UCI Europe Tour                       | 1271e | 542e | 434e | 474e | 201e | 206e | 354e | nc   | nc   |
| UCI Asia Tour                         | nc    | nc   | 490e |      |      |      |      |      |      |
| UCI America Tour                      | nc    | nc   | 201e |      |      |      |      |      |      |
|                                       |       |      |      |      |      |      |      |      |      |
| Légende : nc = non classéSource : UCI |       |      |      |      |      |      |      |      |      |